# Eulaira dela
Eulaira dela là một loài nhện trong họ Linyphiidae.
Loài này thuộc chi Eulaira. Eulaira dela được Ralph Vary Chamberlin & Wilton Ivie miêu tả năm 1933.